# Carl Ludwig Koch
Carl Ludwig Koch, född 21 september 1778 i Cusel, död 23 augusti 1857 i Nürnberg, var en tysk entomolog och araknolog. Han klassificerade ett stort antal spindlar, bland andra acanthoscurria geniculata och växthusspindel.
Koch förväxlas ibland med sin son, Ludwig Carl Christian Koch, som forskade inom samma områden.